# St. Coloman (Thonhausen)

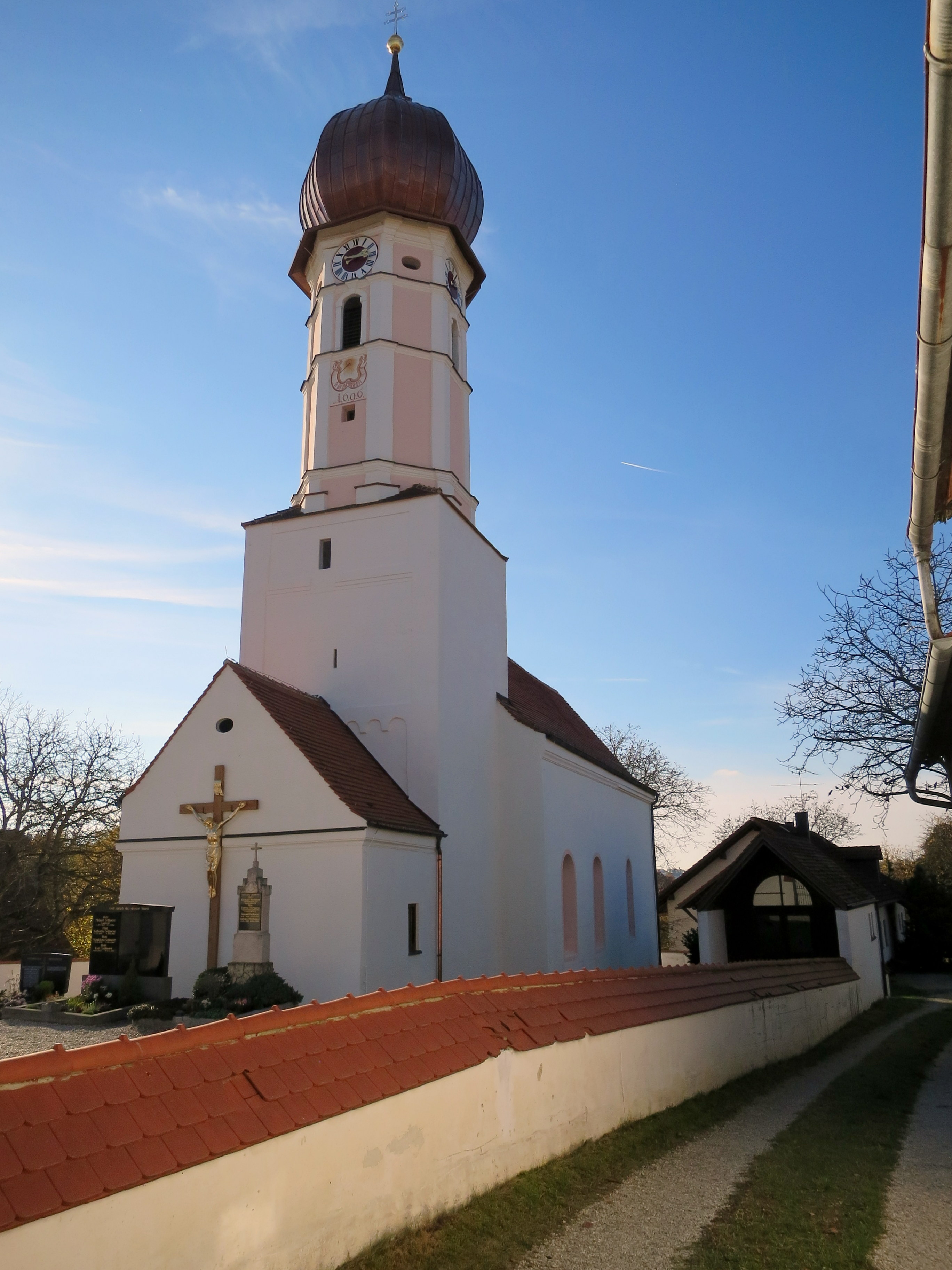
St. Coloman (Thonhausen)

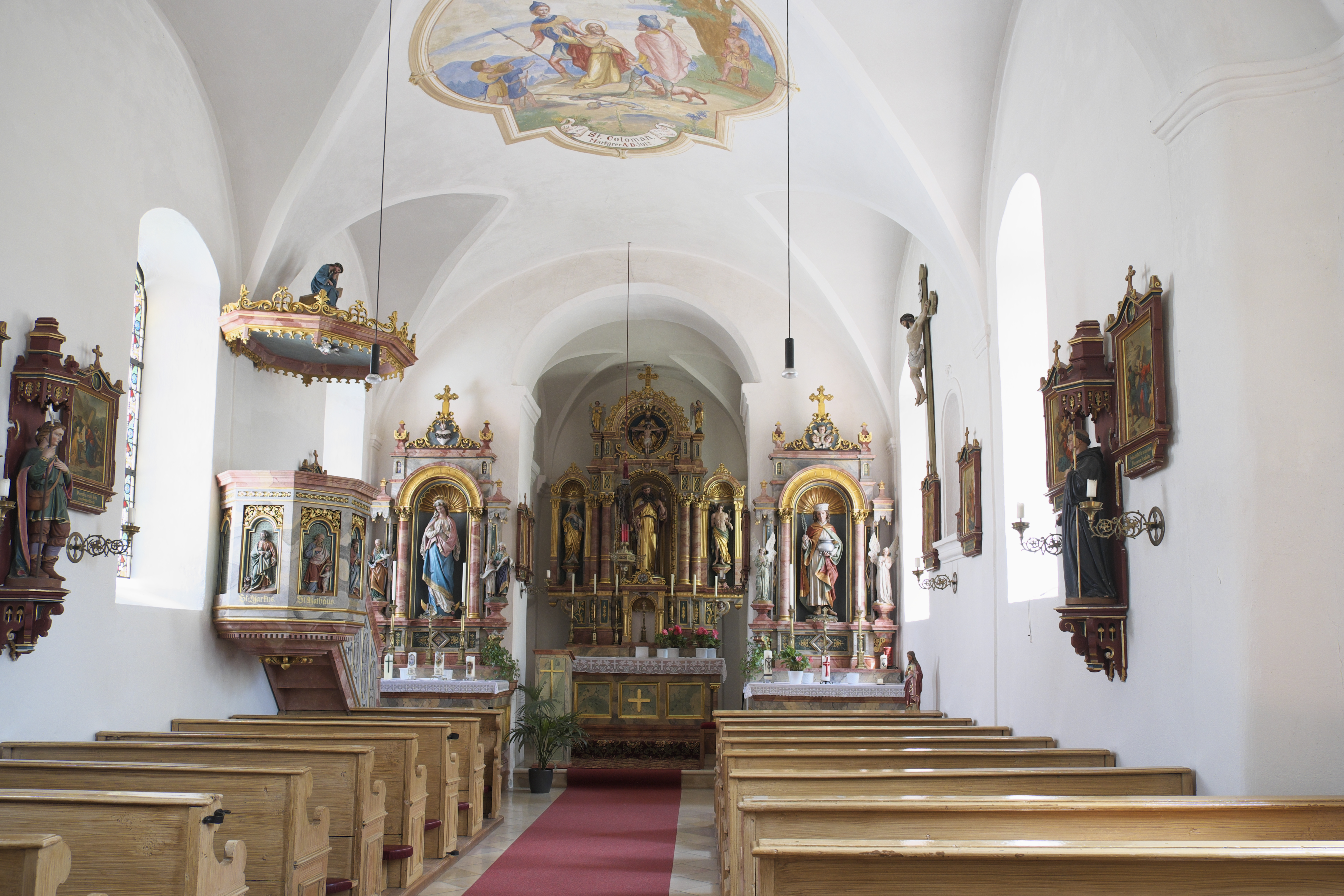
St. Coloman: Innenraum

Die römisch-katholische Filialkirche St. Coloman im Ortsteil Thonhausen der Gemeinde Wolfersdorf im Landkreis Freising ist eine doppelgeschossige romanische Chorturm- und Wehrkirche des 13. Jahrhunderts. Sie ist ein geschütztes Baudenkmal und in der Liste der Baudenkmäler in Wolfersdorf mit der Nr. D-1-78-156-13 verzeichnet.

## Geschichte
Thonhausen heißt in der ältesten Urkunde (926) Tanhusa (= Häuser im Tannenwald). Es wird bereits ein dem Patronat des Heiligen Koloman anvertrautes Kirchlein erwähnt. Die heutige Kirche entstand im 13. Jahrhundert als Wehrkirche. Im 17. Jahrhundert wurde das Langhaus verlängert und im barocken Stil umgebaut. 1695 wurde auf der Basis des romanischen quadratischen Unterbaus des Turms eine weiß und rosagefasste, achteckige Laterne aufgesetzt und die Zwiebelhaube angebracht.
Die Filialkirche Thonhausen gehörte bis 1924 zur Pfarrei Zolling, dann kam sie zur Pfarrei Wolfersdorf.

## Beschreibung
In der Liste der Baudenkmäler in Wolfersdorf wird die Kirche wie folgt beschrieben:
Kath. Filialkirche St. Coloman, doppelgeschossige romanische Chorturm- und Wehrkirche des 13. Jahrhunderts, Langhausverlängerung, Sakristei und Turmerhöhung 1696, mit Ausstattung.
Von der ehemaligen Wehrkirche erhalten ist ein quadratischer ehemaliger Wehrturm mit aufgesetzter, achteckiger Laterne und Zwiebelhaube. Im Inneren bemalte im Jahre 1906 Adalbert Kromer aus Freising die Decke. Der Hochaltar von 1869 mit der großen Skulptur des hl. Koloman, daneben die hl. Elisabeth und des hl. Sebastian. Der linke Seitenaltar zeigt die unbefleckte Empfängnis, daneben Mutter Anna, die junge Tochter Maria und Vater Joachim. Der rechte Seitenaltar ist dem hl. Vitus gewidmet, mit Engeln an seiner Seite.